# Sweetest Sin
Sweetest Sin è un singolo della cantante statunitense Jessica Simpson, pubblicato nel 2003 ed estratto dall'album In This Skin.
Il brano è stato scritto da Diane Warren.

## Tracce
- CD

1. Sweetest Sin (single version) – 3:04
2. In This Skin – 4:19